# Asclepias bifida
Asclepias bifida är en oleanderväxtart som beskrevs av W. H. Blackw.. Asclepias bifida ingår i släktet sidenörter, och familjen oleanderväxter. Inga underarter finns listade i Catalogue of Life.